# 平山訓子

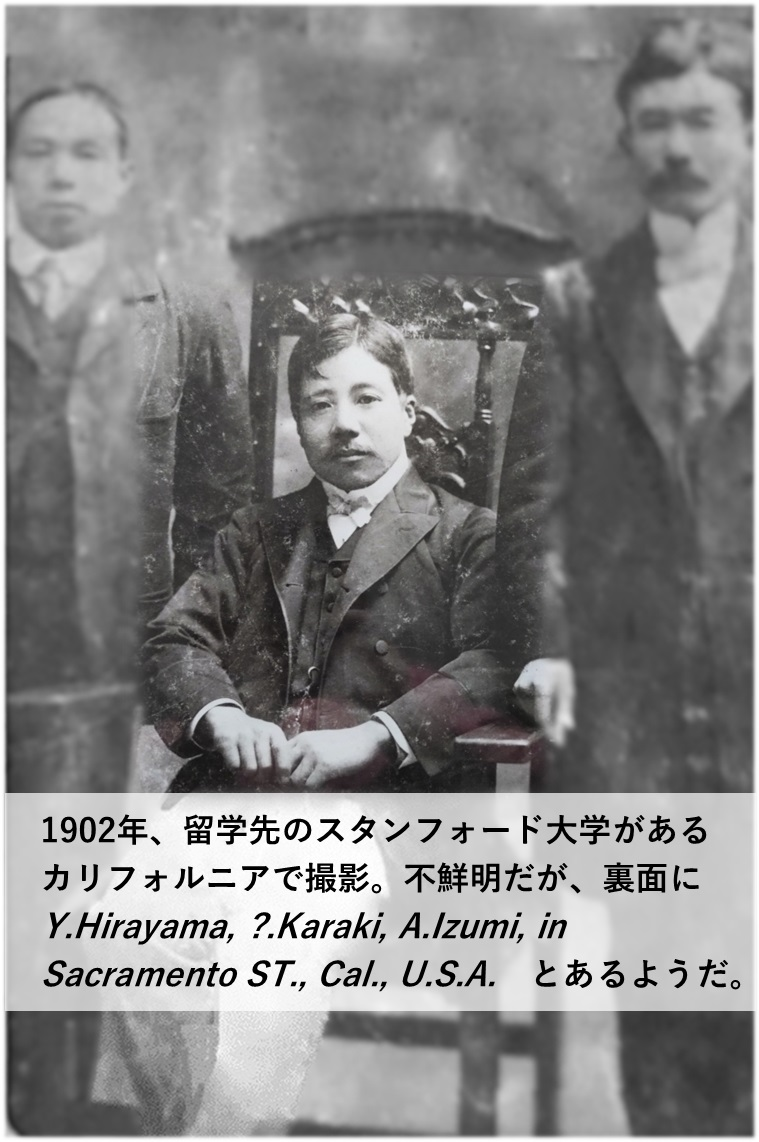
平山八十五郎（中央）当時サクラメントストリートに日本領事館があった。入国審査後の撮影で、両側の人物はスタンフォード大学日本人クラブの 泉哲（向かって左）と竹崎八十雄（同右）と思われる。

平山 訓子（ひらやま おしえこ、1882年12月20日 - 1925年5月1日）は、女性ジャーナリスト、文筆家、歌人、実業家。
本名は平山 訓（ひらやま おしえ）、旧姓蔵原、元和歌山県知事で衆議院議員の蔵原敏捷は実弟である。

## 生涯
熊本県下益城郡小川町（現・宇城市）出身、父・蔵原穆、母・そでの長女として生まれる。
1900年3月、熊本女学校を卒業。翌1901年、徳島県出身（生まれは東京府）の平山八十五郎と結婚、一児をもうけるが、1903年5月、夫八十五郎が米国スタンフォード大学留学中に客死したため、同年9月、幼子を実家に預け、九州日日新聞社（のち、熊本日日新聞社に社名変更）に入社した。熊本の女性記者第一号として活動する。「戦争と婦人」「回春病院の半日」など数多の連載署名記事を残し、1908年3月に退社した。
のち、上京し大日本婦人教育会の幹事として活動する。その一環としてか、1912年2月には『名流大家の観たる理想の婦人及家庭』（実業之日本社）に、理想の婦人像について、大隈重信、津田梅子、蔵原惟郭など13名の名流大家（教育者）の一人として執筆している
。その間、「かげ草」、「伯父さん」、「おきのさん」などの小説や『小公子』の翻訳などの文筆活動を手がけた。
その傍ら事業活動もおこない、代々木に有明製菓（製菓工場）、新宿に有明堂（喫茶、洋食、菓子販売）をそれぞれ開業したが、1925年に持病の心臓病が悪化し、5月1日死去。享年44（満42歳没）。墓は小川町の蔵原家墓地にあり、夫八十五郎とともに眠っている。訓子の死後、有明製菓は実弟の蔵原史樹が、有明堂は実子の春海が引き継いだ。
1925年に発表した『歌集 有明』は遺稿で、坂元雪鳥はその巻末に、追悼文「小母さんを想ふ」を寄せている。また、与謝野晶子は訓子の死を悼み、訪熊した折に親しく訓子の実家を訪ねてその霊を慰めている。
「踊りつつ 吾はゆくなり四十歳の 神の恵みに識れる大路を」
訓子の辞世の歌である。